# Octavio Zambrano
Pour les articles homonymes, voir Zambrano.
Octavio Zambrano, né le 3 février 1958 à Guayaquil en Équateur, est un entraîneur équatorien.

## Biographie
En mars 2017, Octavio Zambrano devient le sélectionneur du Canada.

## Palmarès
- Avec le Los Angeles Galaxy
  - Vainqueur du MLS Supporters' Shield en 1998